# La Manzana Cromática Protoplasmática
La Manzana Cromática Protoplasmática es una banda argentina que fusiona diversos géneros que van desde el Rock Psicodélico, el Jazz latino o el Tango y en general la Música de América Latina hasta la música infantil. formados en el año 2005 son conocidos por su estilo singular y sus diversas puestas en escena, La Manzana Cromática Protoplasmática se ha presentado en diversas ciudades de América Latina y argentina.

## Historia
Leandro Machín, conocido como Botis, el cantante líder y guitarrista, y compositor del grupo, es nieto del tanguero Hector Marcó. La banda fue creada en el 2000 y su primer álbum "El Tren de la Vía Láctea " vio la luz en el año 2006.
Los nombres de las canciones ya dan cuenta del espíritu del grupo. Por ejemplo, "El tema de la polilla que come una prenda de lana y sufre la reacción violenta de las agujas de tejer".
Cuatro años después sale su segundo disco, titulado "Titiriscopio".
Posteriormente, Botis sacaría su primer álbum solista, "Botis en el Bosque Estrambótico", la historia de un plomero que descubre un mundo de musilíquenes en la humedad de una cañería. El tema "Niño" destaca por su sensibilidad en un disco onírico y psicodélico.
En 2012, colaboraría a su vez en el tema "El Paraíso" del disco "Tres" de El Gnomo & La Filarmónica Cósmica.
Ya en 2020, publicaría su segundo LP solista, "La Máquina del Tiempo", otro álbum conceptual. Al año siguiente, haría lo propio con el tema "Significas", en formato de single.
La propuesta del grupo es hacer "una apuesta estética por la faceta lúdica de la música". En las presentaciones de La Manzana Cromática Protoplasmática se combina música contemporánea, rock, audios de dibujos animados, free jazz, disfraces, ritmos latinoamericanos y hasta, a veces, teatro negro. Los integrantes del grupo representan personajes, cada uno con su vestuario. Además, en el sonido de La Manzana Cromática Protoplasmática, se filtran, con gran protagonismo, la música de series televisivas y de dibujos animados.
En 2021, se reúnen para grabar el tema "Ave Lúcifer" en el disco tributo al grupo brasileo Os Mutantes, titulado "Cha Cha Cha".

## Discografía
- El Tren de la Vía Láctea (2006 - LP)
- Titiriscopio (2010 - LP)

Botis como solista:
- Botis en el Bosque Estrambótico (2011 - LP)
- Niño (2011 - single)
- La Maquina del Tiempo (2020 - LP)
- Significas (2021 - single)

## Integrantes
Músicos estables:
- Leandro Machín, Botis (Cromático Protoplasmático): Guitarras, voz y dirección general.
- Menócles (marroquí autoexiliado en lancha): Guitarra
- Cristian Toledo, Albondigón: Batería
- Leandro Pucheta, Arghul (ex combatiente del triangulo de las bermudas): Percusión
- Matías Rodríguez, Lúpitor (el niño Pochoclo): Bajo y contrabajo
- Andrés Albornoz, Sr. Pelele: Teclados y acordeón.
- Hernán De Benedetto, Forcec Bravo: Saxo Soprano, Flauta Traversa y Clarón
- Alejandro Gómez Ferrero, Pinino Bravo: Saxo alto, clarinete, trombón, trompeta, flauta dulce.
- Andrés Ollari, I-Man: Trompeta y trombón.
- Pablo Trillo, Moho: Clarinete
- Vaporín: Flauta traversa y coros
- Chantilly (el Rey del Cotillón): Coros

Músicos invitados:
- Julián Gándara, Gato: violonchelo, cuerdas.

Actores, asistentes, productores y escenógrafos (Los Injertos)
- Guinche: Escenografía y actuación
- Alexis: Escenografía
- Perillita, Nestum, Josecito y Palmito: Actores
- María Soledad Ponte: Producción